# 白領結

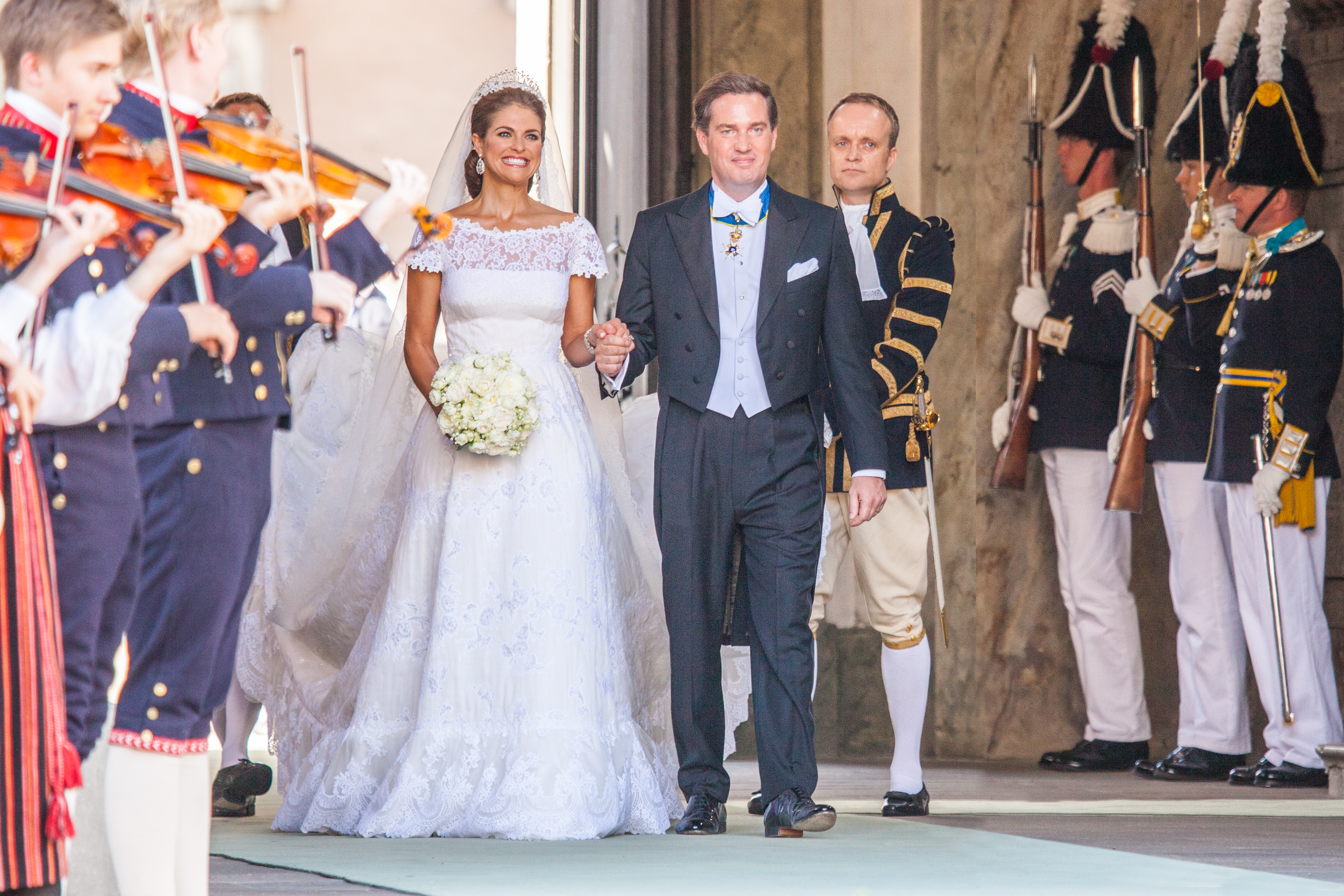
2013年6月8日，瑞典馬德琳公主與克里斯托弗·奧尼爾在婚禮上身著全套禮服，可見克里斯托弗·奧尼爾的著裝為典型的“白領結”全套禮服

白領結（英語：White tie）代指西方社交場合在晚間最正式的着装守则，也稱full dress（全套禮服）、evening dress（晚禮服）、full evening dress（全套晚禮服）。這種全套晚禮服一般在國宴、正式舞會、晚間婚禮等正式場合穿著，對男士的著裝要求主要包括黑色燕尾服，白色領結、白色馬甲及上漿的翼領襯衫，而女士則要求穿著適合的長裙，如舞會長裙。
作為晚間禮服，白領結著裝在傳統上被認為僅在晚6時之後穿著為宜，而這一要求一般被放寬至天黑之後穿著即可（即使在18:00之前），雖然仍有例外（如2013年6月8日瑞典馬德琳公主婚禮）。與白領結相對應的白晝期間正式著裝為早禮服。相對白領結而言，半正式的著裝要求為黑色领结（black tie）。

## 演化
白領結規則的產生被認為與簡化禮服的喬治·布萊恩·布魯梅爾有關，1870年代起便無太大變化，而布魯梅爾推行的馬甲及長褲的搭配規則以及單色調規則更是沿用至今。
在第一次世界大战之後，白領結的使用頻率逐漸下降，但在21世紀初期因《唐顿庄园》的熱播等原因又呈現重新流行的趨勢。而現今一些男士亦對“全套禮服及飾物”的意義感到疑惑。

## 組成要素

### 男士著裝

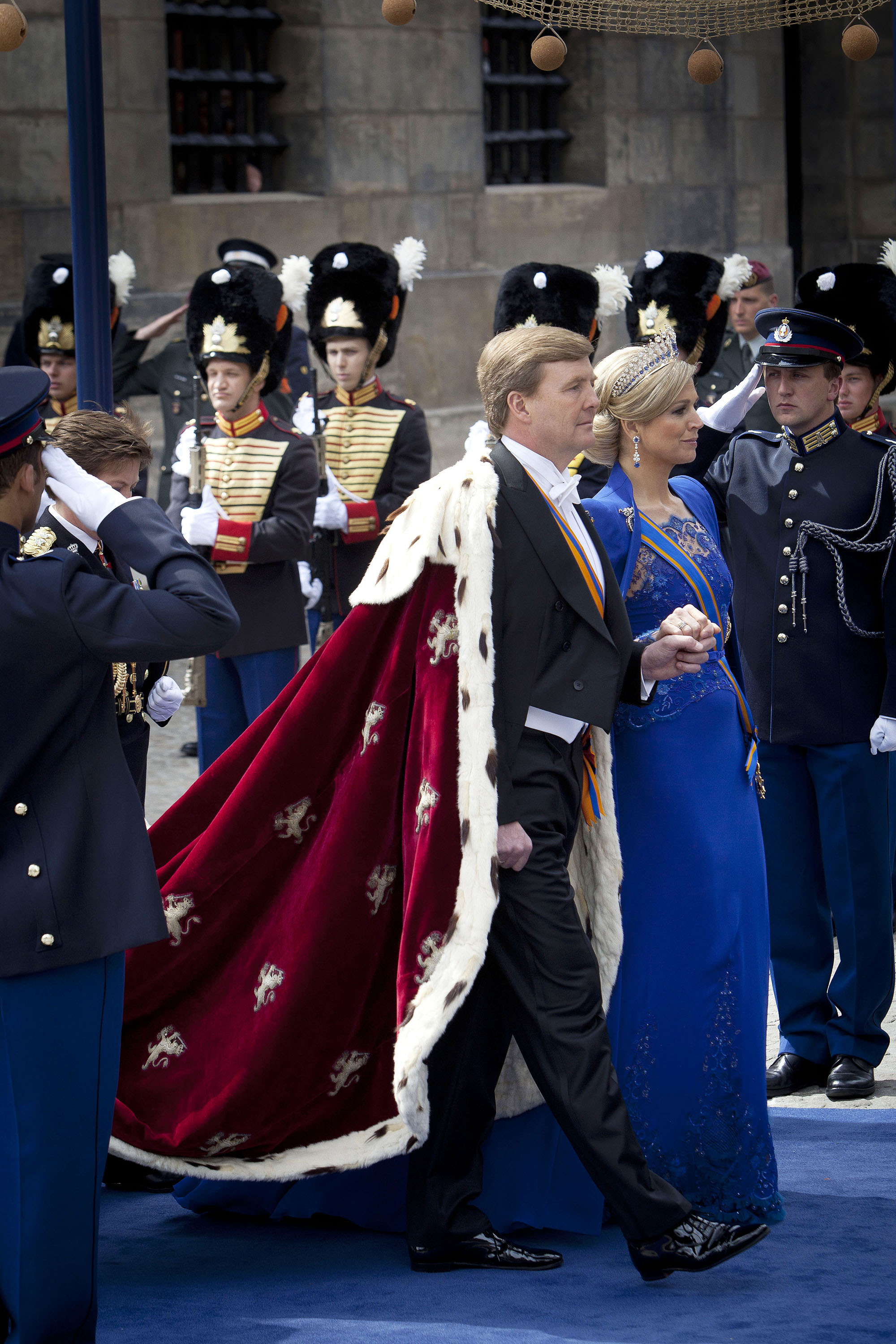
身著全套禮服的荷蘭國王威廉-亞歷山大

對男士而言，正式的晚禮服有嚴格規定，包括如下部分：
- 黑色或午夜藍色燕尾服（帶有丝绸、羅緞或色丁緞面貼邊，前部下擺裁成水平）
- 與燕尾服面料相同的長褲，外側褲線各有一條寬緞帶或兩條窄緞帶
- 純白色硬胸棉質襯衫
- 白色可拆卸硬翼領
- 白色領結
- 白色低領口馬甲
- 黑色絲質短襪或長襪
- 黑色宮廷鞋（英语：Court shoe）（鞋頭帶黑色蝴蝶結）或牛津鞋

燕尾服的剪裁緊貼上身，後部與腰部均有接縫，翻領一般為尖領，有時亦可用青果領，面料為絲緞或羅緞，顏色應與燕尾服同色。由於特殊剪裁，燕尾服兩側的釦子無法扣上，僅作裝飾，一側各3個，由與翻領相同的面料包覆，袖口則有4個釦子。燕尾服的下擺裁剪成直角，後擺亦有開叉。
搭配燕尾服的長褲則應與燕尾服在面料上相同，兩側褲線各有一條寬緞帶或兩條間距較緊的窄緞帶。這種長褲的剪裁為高腰，以便於馬甲與燕尾服下擺遮蓋褲腰，穿著時需搭配背帶以保持褲線豎直，故褲腰有背帶扣。
馬甲和領結則採用凹凸紋棉紡，但有時亦可使用白色絲質領結。黑色毛織馬甲一度是全套禮服的標準組成之一，但如今在白領結場合已不多見。馬甲的開口剪裁較低，以使襯衫的大部分紐扣可見。馬甲可為單襟或雙襟，翻領可有可無，後背處的覆蓋亦可有可無。馬甲扣則可拆卸，以便馬甲自身的清洗及上漿，釦子的數目因風格而異。領結的寬度與風格亦不單一。
如今多數男裝方面的權威機構稱馬甲的下邊緣不可超過燕尾服前部下擺，而應被燕尾服覆蓋。這一規則於1920年代起在美國盛行，當時弗雷德·阿斯泰爾等演員如此穿著使他們從肩到腳均呈現完整的黑色垂直線，但有時允許使馬甲下擺超出燕尾服下擺1-2釐米。然而無論馬甲下擺是否被完全覆蓋，馬甲必須覆蓋長褲的腰身。
襯衫應帶有可拆卸的立領或翼領，且包括加厚的純色前胸部分（應上漿至硬身）和法式袖口，而現今亦可使用衣領不可拆卸的襯衫。襯衫的前胸部分材質可以是亞麻，純棉或凹凸紋棉，並且通過扣釘相扣。
襯衫飾扣、袖扣及馬甲扣可由銀，金或其他貴金屬製造，表面則鑲嵌珍珠母或其他寶石，理想狀況下為協調的一套。白色方巾或襟花亦可佩戴，但二者在法國不可同時佩戴。在白領結場合佩戴的鐘錶需為怀表，而腕錶不適用于這類場合。懷錶帶可置於長褲外袋或馬甲口袋中。
在國家或皇室級別的場合，獲得過國家勳章者需佩戴其略章或掛有這些勛章或獎章的飾帶。
與白領結搭配的帽子應為黑色絲質大禮帽，禮帽一般須可折疊，這源於早期歌劇院不設存帽處的傳統。穿在燕尾服外的外套須為暗色大衣，如切斯特菲爾德大衣，長披風或斗篷。白色手套在此類場合亦常被使用，在跳舞時佩戴，但在用餐時必須摘下。手杖和絲質圍巾為選擇性佩飾。
在英國的一些授勛場合，及膝馬褲和絲襪需取代長褲，尤其在需要佩戴嘉德勋章所在吊襪帶的場合。
傳統上，白領結搭配的鞋為鞋頭帶蝴蝶結的淺口宮廷鞋，它可與長褲或馬褲搭配。除了帶有蝴蝶結的歌劇鞋之外，漆皮或高度拋光的小牛皮牛津式皮鞋亦適用於白領結，特別是帶黑色絲緞鞋帶的牛津鞋，帶搭扣的鞋子則不適用。襪子的面料則是絲質或高質量的棉質，顏色為黑色或午夜藍，除此之外其他顏色的襪子均不適用於此類場合，因其會打破統一的黑白色調，吸引不必要的注意。

### 女士著裝
在白領結場合，女士的著裝要求並不像男士著裝那般嚴格，但女士仍需在此場合穿著下擺及地的長裙（如舞會裙），裙襬僅到腳踝處的裙裝（如雞尾酒裙）在這類場合並不合適。根據活動的正式程度，露背可能被允許或不被允許。常見的配飾則包括披肩和長手套，手套在就餐時同樣需摘下。在最正式的初次社交舞會上，裙裝常被要求為白色。而獵人舞會上女士的裙裝須為黑色，白色，銀色或金色。
而在需佩戴國家勛章的場合，皇家或貴族的女士大多佩戴冠狀頭飾。

### 變種

1913年，俄國一次舞會上穿著軍禮服的男士

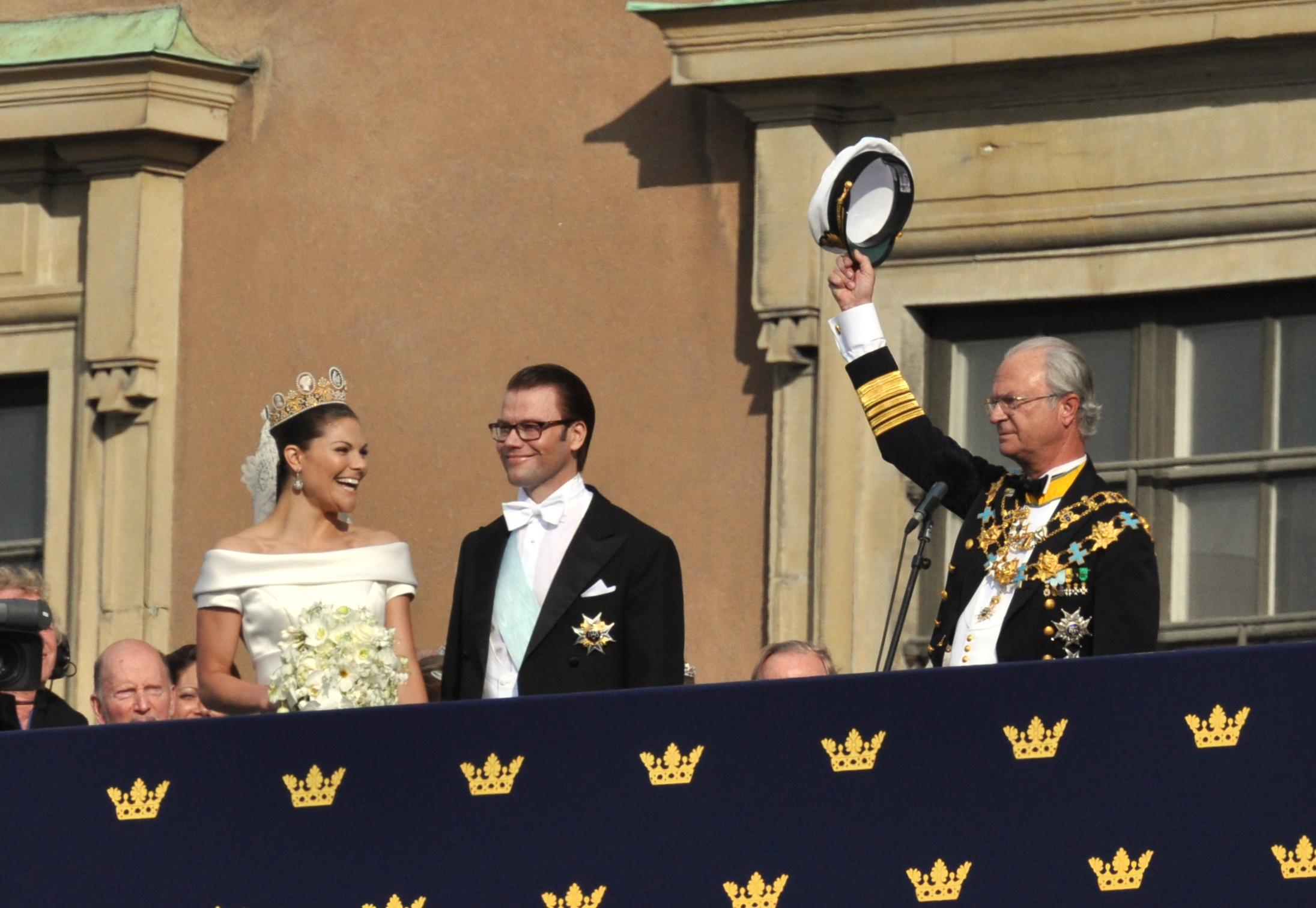
瑞典維多利亞公主在與丹尼爾親王的婚禮上穿著白領結禮服，出席的國王卡尔十六世·古斯塔夫則身著1878年的海軍禮服

在白領結場合，軍禮服是最適合穿著的軍服，但有時半正式軍禮服亦可穿著。而在獵狐俱樂部舉辦的獵人舞會上，與會男士需穿紅色燕尾服。

#### 牧師服
牧師在白領結場合的要求著裝為法衣及教袍（及踝斗篷），教袍的色彩與材質由牧師等級決定，包括紅色波紋綢，紫色絲綢，黑色絲綢或黑色羊毛。傳統上，外套須為帶兜帽且在頸部有釦環的黑色羊毛斗篷。樞機主教等主教亦可戴黑色長絨棉帽，或是半正式的四角帽。實際上，法衣和教袍已很少穿著，最正式的替代服裝為帶有胸帶的牧師馬甲、帶法式袖口的無領襯衫和黑色西服外套。

#### 民族服裝
如在邀請函中有所註明，民族服饰亦適用於白領結著裝場合，例如中山裝。

#### 蘇格蘭高地服裝
作為民族服飾的一例，蘇格蘭高地服裝亦可在白領結場合穿著，其禮服版本包括：
- 正式的緊身外套（毛葛或天鵝絨）
- 格子呢，白色凹凸紋棉或與外套面料相同的馬甲
- 帶正式別針的蘇格蘭裙
- 白色硬胸翼領襯衫及白色合金或銀質飾釦及袖釦
- 白色蕾丝領飾（jabot（英语：Jabot (neckwear)）)或黑色絲質/白色凹凸棉領結
- 黑色正裝鞋或黑色帶搭扣布洛克鞋
- 花呢格紋長襪
- 絲質吊襪帶
- 銀頭毛皮袋（英语：Sporran）
- 珠寶綴飾的黑色銀柄蘇格蘭佩刀（英语：Sgian-dubh）
- 帶銀飾針的毛呢長披肩（選擇性）
- 蘇格蘭短劍（選擇性）
- 帶徽章的無邊帽（僅限室外）[9]

而在蘇格蘭低地，傳統的白領結著裝以蘇格蘭緊身花格呢絨褲替代一般的長褲，並且以蘇格蘭緊身外套取代燕尾服。

## 適宜的穿著場合

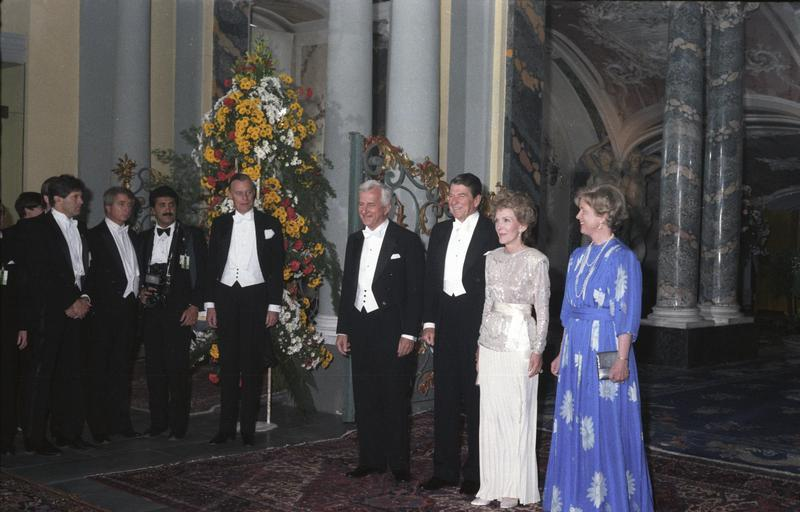
1985年，西德總統里夏德·馮·魏茨澤克與美国总统罗纳德·里根在布呂爾奧古斯都城堡

### 英國
以下場合一般要求與會者穿著全套禮服，著裝規則可能標示為“白領結”（white tie）或“全套晚禮服”（full evening dress），且根據是否為國家級活動決定是否需要佩戴勛章等裝飾。除此之外，一些私人聚會亦要求與會者穿著全套禮服。
- 國宴
- 傳統大學（如牛津和劍橋）舉辦的部分五月舞會（英语：May Ball）和紀念舞會（英语：Commemoration ball）
- 晚間舉辦的極正式婚禮
- 獵人舞會
- 狂歡節舞會
- 蘇格蘭里爾舞會
- 劍橋大學保守主義者協會（英语：Cambridge University Conservative Association）及牛津大學保守主義者協會（英语：Oxford University Conservative Association）主席晚宴及定期晚宴
- 劍橋大學紋章學與宗譜學會（英语：Cambridge University Heraldic and Genealogical Society）的正式晚宴
- 牛津辯論社社長舉辦的對外會議
- 倫敦社交季节的一些舞會
- 伦敦市市长的官邸晚宴
- 倫敦同業公會在倫敦市舉辦的最正式晚宴（地點包括伦敦市长官邸、同業公會會館（英语：Guildhall））
- 国际标准舞及美式摩登舞比賽
- 著裝要求為“紅毯就緒”（Red carpet ready）的圣诞节晚會

燕尾服也是其他相關著裝守則的一部分，如英國宮廷制服。但現今的正式國家級活動正逐漸以標準白領結取代其他著裝，如國會開幕大典。

### 美國

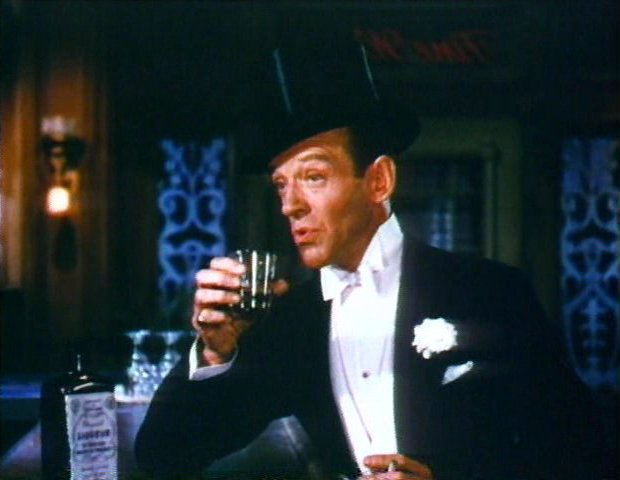
弗雷德·阿斯泰爾在1951年電影《皇家婚禮》中的劇照

在美國，白領結在晚間婚禮、奥斯卡金像奖、總統就職舞會上被黑色領結取代，但仍出現於以下場合：
- 非常正式的舞会及沙龍舞（英语：Cotillion ball）
- 非常正式的晚間婚礼
- 部分共济会活動
- 部分歌剧或芭蕾舞演出或資金籌集活動
- 部分郵輪上的正式晚餐
- 此外，指挥家及演奏古典音乐的管弦樂團成員，以及一些大學的合唱團員甚至部分理髮師合唱團員會穿著白領結全套禮服。

### 歐洲

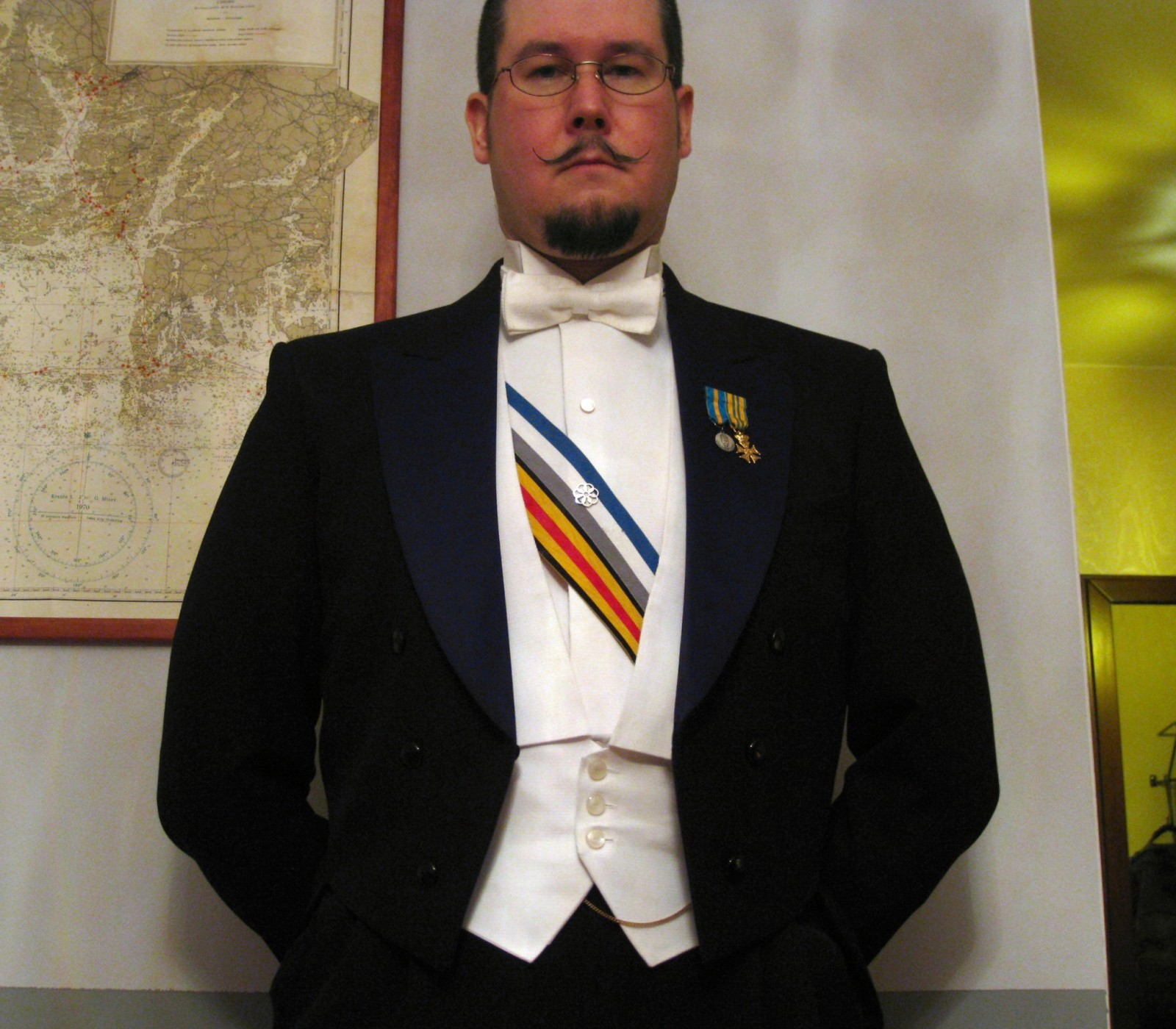
身著全套禮服，戴有學生綬帶及學生帽的瑞典學生

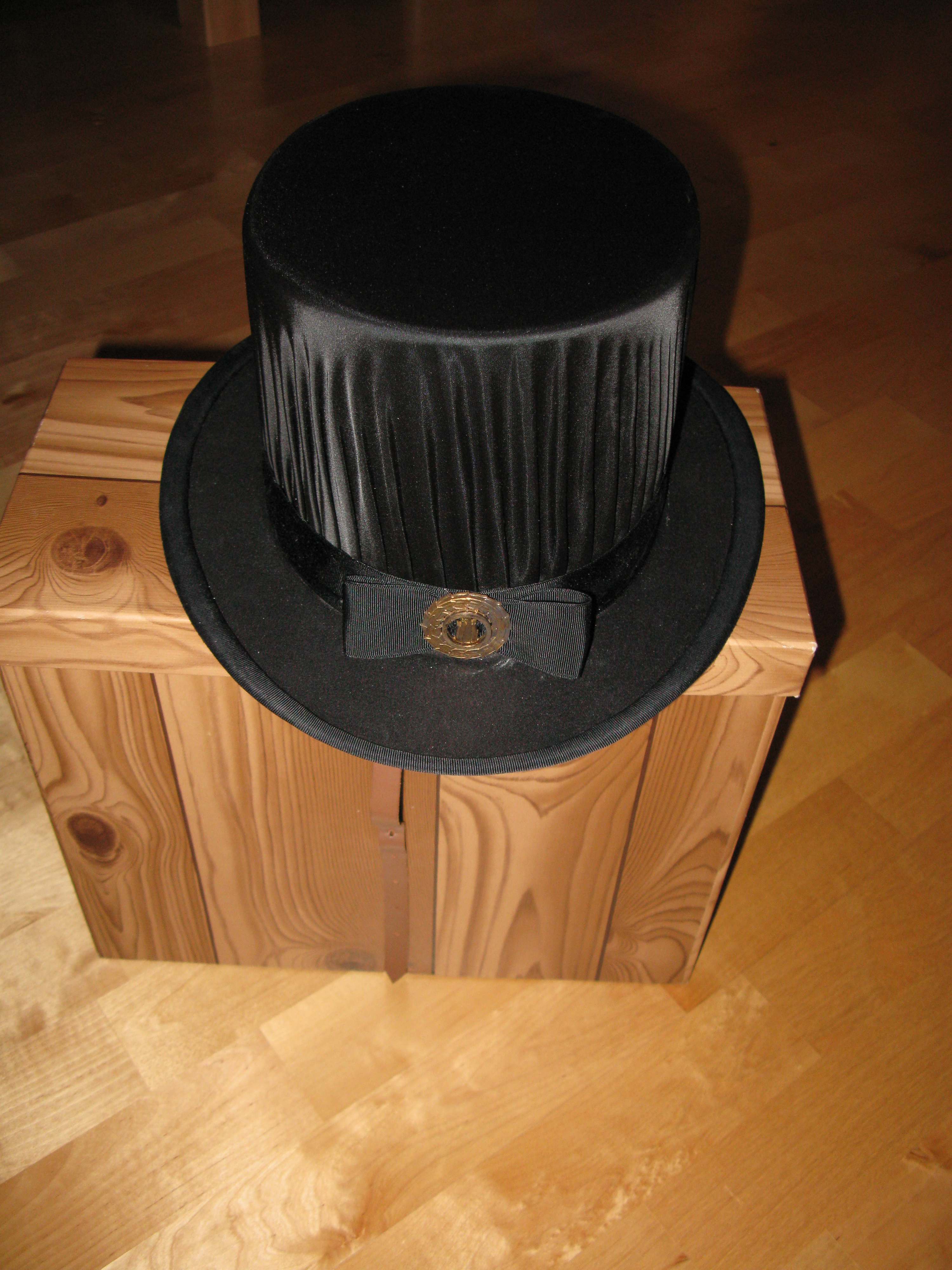
部分北歐國家的博士在要求白領結著裝的露天場合戴博士禮帽，而非一般的禮帽

在奧地利等歐洲大陸國家，很多舞會均要求白領結著裝，如維也納歌劇院舞會。
在芬兰、瑞典、荷兰，包括辯論、學位授予典禮、學院舞會在內的學院傳統活動仍要求白領結著裝，即使這些活動在白天進行。這些國家傳統上要求男士在白天舉行的此類典禮上穿黑色馬甲。晚間活動如果沒有女性博士在場，習慣上依然要求穿著黑色馬甲。在學生會等學生組織承辦的學院舞會上，穿著全套禮服者需佩戴學生綬帶。
在一些大學（如阿尔托大学），白領結條件下的博士服包括襯裡繡有學校標誌的黑色燕尾服，但博士劍並不會在這類場合佩戴。即使是非學術場合，博士也可能在白領結場合戴博士禮帽，而不是普通大禮帽。
在芬兰、瑞典，多數婚禮要求白領結著裝，同樣要求的還有诺贝尔奖頒獎典禮以及國家元首出席的晚宴。

### 日本
在日本，白領結著裝規則主要應用在學校畢業典禮或皇室典禮上。

## 相關服飾
白領結歷史上曾為神職人員所穿著，如今仍以不同的形式在以下服裝中出現：
- 牧師服（英语：Clerical dress）（聖秩聖事期間穿著）
- 议会上牧師穿著的牧師服
- 在法院穿著的法袍
- 宮廷禮服
- 傳統大學的学位服（如牛津大學、都柏林圣三一大学、剑桥大学、   杜伦大学、爱丁堡大学、圣安德鲁斯大学等）
- 伊顿公学高年級生的校服
- 哈罗公学學生代表（英语：Head girl and head boy）在週日及正式活動的著裝

## 延伸阅读
- WhiteTie Style Guide 更详细的白领结着装要求